# Gele ruit (scheepvaart)

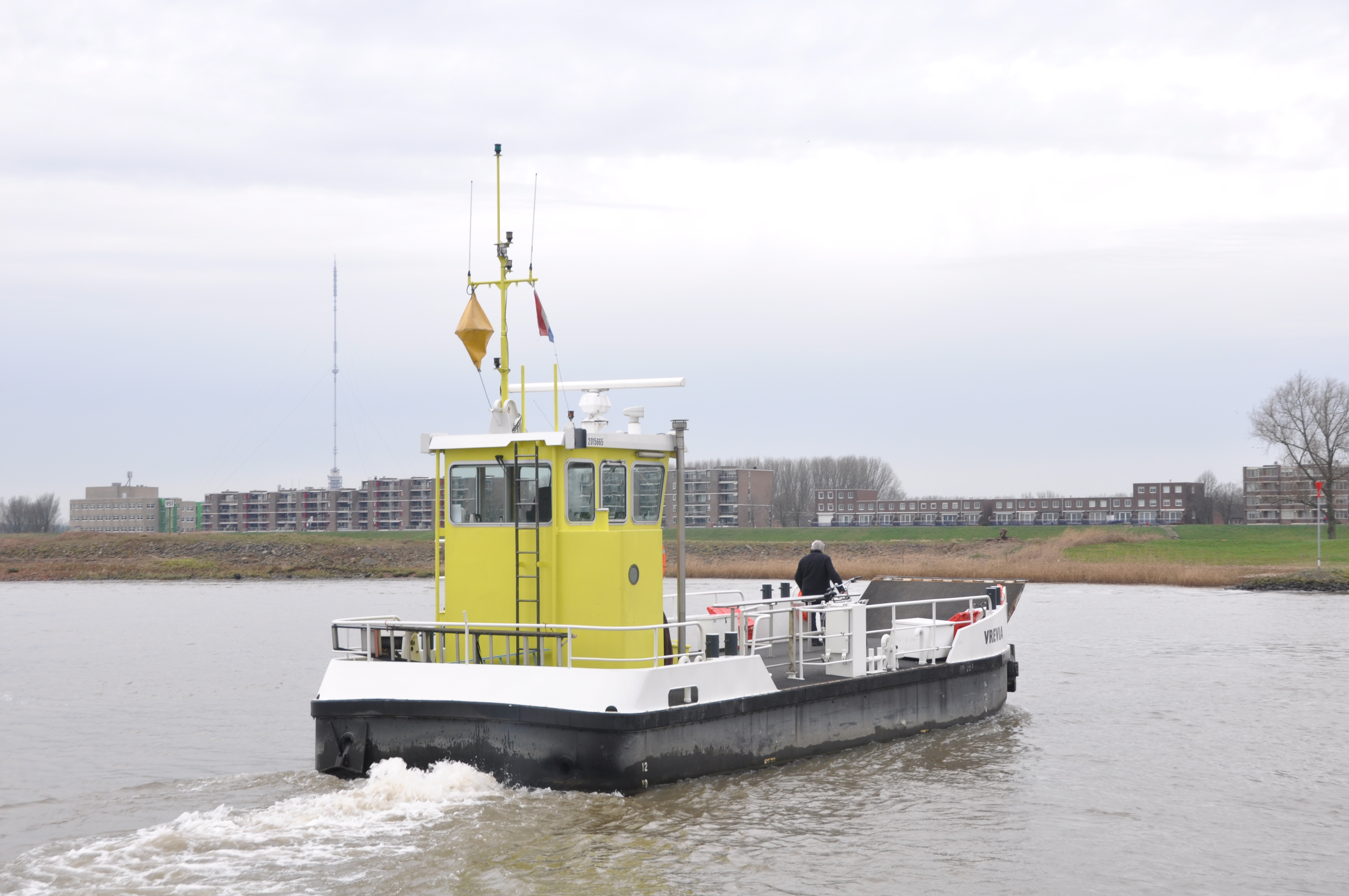
De pont Vrevia vaart met een gele ruit en heeft dus voorrang op kleine schepen

Een gele ruit is een sein dat wordt gevoerd door een schip om aan te geven dat het voorrang heeft op andere schepen.
Kleine schepen, dat zijn schepen korter dan 20 meter of met een blokvolume van minder dan 100 m3, moeten meestal bij de vaart voorrang verlenen aan grote schepen, schepen van 20 meter en langer of met een blokvolume van 100 m3 of meer. Niet van belang is of het daarbij om beroepsvaart of pleziervaart gaat.
Een passagiersschip is volgens de wet altijd een groot schip, maar in de praktijk niet altijd 20 meter of langer. Zo varen er veel open rondvaartboten en kleine pontjes met meer dan 12 passagiers buiten de bemanning, die korter zijn dan 20 meter en dus toch voorrang hebben. Om dat duidelijk te maken voor andere vaarweggebruikers voeren zulke scheepjes een gele ruit.

## Nederland
Het Binnenvaartpolitiereglement zegt in artikel 3.15:
1. Een varend passagiersschip waarvan de maximale lengte van de romp minder is dan 20 m moet overdag voeren: een gele ruit, op een geschikte plaats en op een zodanige hoogte dat hij van alle zijden zichtbaar is.
2. De bevoegde autoriteit kan vaarwegen aanwijzen waarop de verplichting van het eerste lid niet van toepassing is.

Het Rijnvaartpolitiereglement zegt in artikel 3.15: 
- Een varend schip dat meer dan 12 passagiers mag vervoeren en waarvan de maximale lengte van de romp minder is dan 20 m moet des daags voeren:

een gele ruit, op een geschikte plaats en op een zodanige hoogte dat hij van alle zijden zichtbaar is.

## België
Het Algemeen Politiereglement voor de Scheepvaart op de Binnenwateren zegt in artikel 3.15: 
- Een passagiersschip waarvan de lengte van de romp minder dan 20 m bedraagt, moet overdag voeren:

een gele ruit, op een geschikte plaats en op een zodanige hoogte dat zij van alle zijden zichtbaar is.